# Lista canalelor din Cannaregio

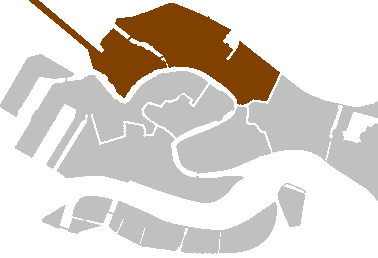
Localizarea sestiere Cannaregio în Veneţia.

Acest articol prezintă canalele din Cannaregio, sestiere al Veneției (Italia).

## Generalități

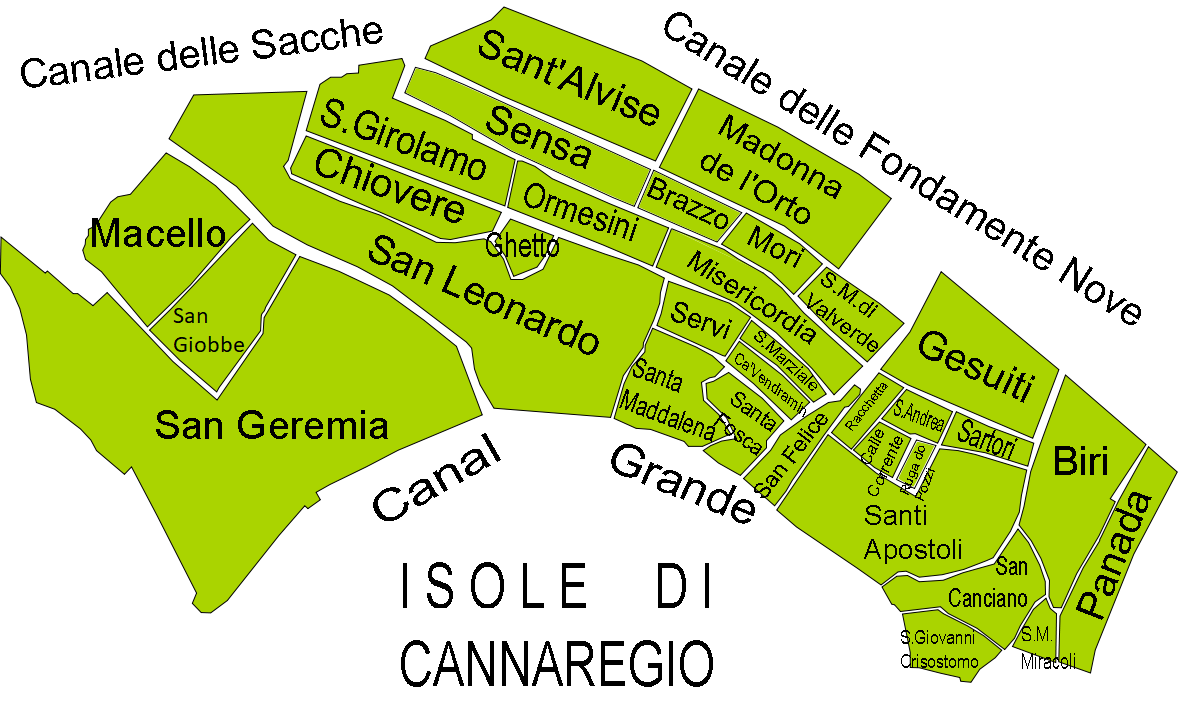
Harta insulelor care formează Cannaregio.

Ca și celelalte sestiere ale Veneției, Cannaregio este compus din mai multe insule distincte, separate de canale. 
Situat în nord-vestul Veneției, Cannaregio este învecinat cu următoarele sestiere sau întinderi de apă:
- La sud-vest și la sud: Santa Croce
- La sud: San Polo
- La sud-est: San Marco
- La est: Castello

La nord și la vest, sestierele dă în Laguna Venețiană.

## Canale

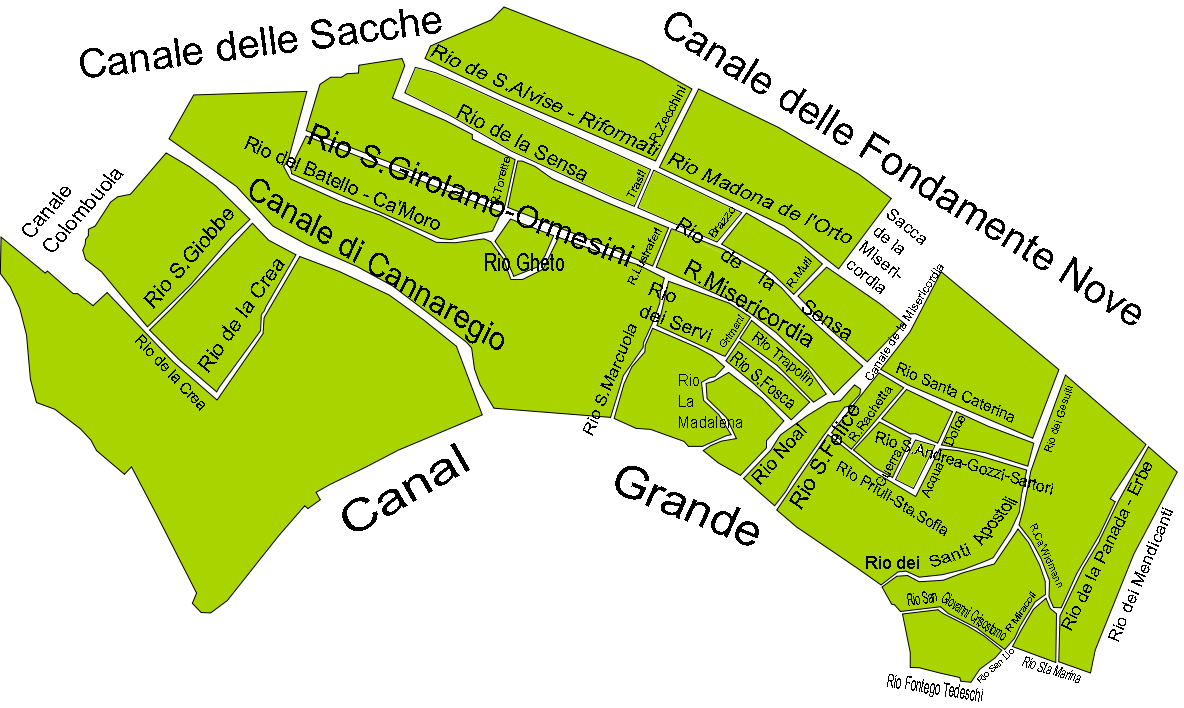
Harta canalelor din Cannaregio.

### Canale limitrofe
Începând din nord și în sensul acelor de ceasornic, Cannaregio este delimitat de următoarele canale:
- Șenale în Laguna Venețiană:
  - Canale Columbuola (sau canale del Tronchetto)
  - Canale delle Sacche
  - Canale delle Fondamente Nove

- Limita cu Castello:
  - Rio dei Mendicanti (sau rio de San Zanipolo)
  - Rio de Santa Marina
  - Rio de San Lio

- Limita cu San Marco:
  - Rio del Fontego dei Tedeschi

- Canal Grande: formeată limita sestierelui la sud și îl separă de Cannaregio, de San Polo și de Santa Croce.

### Canale care se varsă în Canal Grande
Canalele următoare se varsă în Canal Grande:
- Rio de San Giovanni Crisostomo (sau Grisostomo)
- Rio dei Santi Apostoli
- rio de San Felice
- rio de Noal
- rio de la Madalena
- rio de San Marcuola
- Canal de Cannaregio, în care se varsă:
  - Rio de San Giobbe
  - Rio de la Crea

### Canale la vest de canale della Misericordia
Canalele următoare sunt situate la vest de  Canale della Misericordia:
- Canale orientate est/vest și care se varsă în canale delle Sacche (și în lagună):
  - Prima linie de canale:
    - Rio de la Madona de l'Orto
    - Rio de Sant'Alvise (sau rio dei Riformati)

  - A doua linie de canale:
    - Rio de la Sensa

  - A treia linie de canale:
    - Rio de la Misericordia
    - Rio de San Girolamo (sau rio dei Ormesini)

  - A patra linie de canale:
    - Rio de Santa Fosca
    - Rio del Trapolin
    - Rio del Gheto
    - Rio del Battello (sau rio de Ca'Moro)

- Canale transversale nord-sud:
  - Rio dei Trasti
  - Rio dei Lustraferri
  - Rio Brazzo
  - Rio degli Zecchini
  - Rio dei Muti
  - Rio de le Torete
  - Rio dei Servi
  - Rio del Grimani (sau rio Moro sau riello dei Servi)

### Canale la est de canale della Misericordia
Canalele următoare sunt situate la est de  Canale della Misericordia:
- Canale est-vest:
  - Rio de Santa Caterina
  - Rio de Sant'Andrea (sau rio dei Sartori)
  - Rio del Gozzi
  - Rio de Santa Sofia (sau rio Priuli)
  - Rio de Ca'Widmann (sau Rio de San Canzian (San Canciano))
- Canale nord-sud:
  - Rio de la Racheta
  - Rio de la Guerra (sau Riello de Santa Sofia)
  - Rio de l'Acqua Dolce
  - Rio dei Gesuiti
  - Rio de la Panada (sau rio de le Erbe)
  - Rio dei Miracoli